# Caso Fernanda Soares Militão
O Caso Fernanda Soares Militão  refere-se à morte da menina brasileira Fernanda Soares Militão (Guapó, 20 de fevereiro de 1980 — Guapó, 21 de maio de 1992), de doze anos de idade, assassinada em 21 de maio de 1992. Com marcas de violência e abuso sexual seu corpo foi encontrado em um matagal. Os principais criminosos, Vicente Natal do Nascimento, João Maria Rocha Silva, Maria de Lourdes Rocha Lemes e Edmilson Barbosa Silva, foram condenados pelo crime em 1994. 

## O Crime
O assassinato de Fernanda chocou a população do estado de Goiás, o crime ocorreu no município de Guapó, a garota caminhava para escola quando foi surpreendida por Vicente Natal e João Maria. Arrastada para um matagal foi estuprada e degolada, teve seu sangue recolhido. Este foi armazenado durante quatro dias por Maria de Lourdes, mãe de João Maria que confessou o crime.
O crime foi relacionado a outros dois casos, o assassinato de Michael Mendes, ocorrido em Goiânia em abril de 1989, aos quatro anos de idade. E do assassinato de Dalva Elias Faleiro Nunes, morta também em Guapó, em setembro de 1990, aos vinte e três anos.
Todos os crimes foram cometidos como pratica de rituais de Magia negra.
A seita com seis pessoas foi presa durante um ritual, onde foi apreendida uma mistura de sangue, farinha, azeite-de-dendê e cachaça, no Cemitério Campo da Esperança em Brasília . O ritual era comandado pelo Pai de Santo Edmilson Barbosa da Silva.
Fernanda foi sepultada Cemitério Municipal Jardim da Paz.